# Jürgen Kroth
Jürgen Kroth (* 11. Dezember 1960 in Mülheim-Kärlich) ist ein deutscher Theologe.

## Leben
Ab 1984 studierte er praktische Theologie an der KFH Mainz, wo er 1987 Diplom-Religionspädagoge (FH) wurde. Ab 1987 studierte er katholische Theologie an der Universität Bonn und ab 1988 katholische Theologie, Philosophie und Erziehungswissenschaften an der Universität Münster, wo er 1991 ein Promotionsstudium bei Johann Baptist Metz absolvierte. Nach der Promotion 1996 zum Dr. theol. (magna cum laude) (Erstgutachter: Johann Baptist Metz, Zweitgutachter Jürgen Werbick) 1996 wurde er Pastoralassistent im Bistum Trier. 1998 wurde er Pastoralreferent. 1998 wurde er Ausbildungsleiter für Pastoralreferentinnen und Pastoralreferenten im Bistum Trier. 2000 wurde er Religionslehrer an der Ludwig-Erhard-Schule, Berufsbildende Schulen, Neuwied. 2005 erhielt er einen unbefristeten Lehrauftrag für Religionspädagogik und Katechetik an der PTH Vallendar. Nach der Habilitation 2017 zum Dr. theol. habil. (Gutachter: Heinz-Günther Schöttler, Norbert Mette, Josef Wohlmuth, Thomas Schärtl-Trendel) und der Erteilung der venia legendi für Pastoraltheologie wurde er zum Privatdozenten für Pastoraltheologie an der Fakultät für Katholische Theologie der Universität Regensburg und zum Honorarprofessor in Vallendar ernannt. 2024 wurde er zum apl. Professor an der Universität Regensburg bestellt.
Seine Arbeitsschwerpunkte sind religionspädagogische Grundlagenforschung, politische Theologie sakramentaler Praxis, theologische Handlungstheorie, Diakonie als Grundperspektive kirchlichen Handelns und Compassion in Theorie und Praxis einerseits und pastoraltheologische Vertiefungen einer fundamentalen Praxistheorie im Gespräch mit politischer Theologie und kritischer Theorie.
Er ist verheiratet mit Melanie Gehenzig und Vater von zwei Kindern.

## Schriften (Auswahl)
- Die Grenzen der Vernunft. Zu einem Kapitel Negativer Theologie nach Theodor W. Adorno. Norderstedt 2011, ISBN 978-3-8423-5248-3 (zugleich Dissertation, Münster 1996).
- Dein Reich komme. Studien zu einer politischen Theologie sakramentaler Theorie und Praxis (= Studien zur Theologie und Praxis der Seelsorge. Band 102). Echter, Würzburg 2018, ISBN 3-429-04429-4 (zugleich Habilitationsschrift, Regensburg 2017).